# قله بوتف
قله بوتف (به لاتین: Botev Peak) یک قله در بلغارستان است که در استان پلوودیو واقع شده‌است. قله بوتف ۲٬۳۷۶ متر بالاتر از سطح دریا واقع شده‌است.